# FC Ararat Erevan
Ararat Yerevan este un club de fotbal din Erevan, Armenia care evoluează în Prima Ligă.

## Istoric
Ararat Yerevan a fost fondat în anul 1935. Numele clubului a fost Spartak în perioadele 1935 - 1937, 1954 - 1962, și Dynamo între 1938 - 1953. În 1963 clubul a fost numit Ararat, numele sub care este cunoscut și astăzi.

## Palmares
Campionatul sovietic1 ( 1973 )
Liga secundă sovietică1 ( 1965 )
Cupa URSS2 ( 1973, 1975 )
Prima Ligă2 ( 1993, 1995 )
Cupa Armeniei4 ( 1993, 1994, 1995, 1997 )

## Foști jucători notabili
- Alesha Abramyan
- Alexandr Kovalenko
- Sergey Bondarenko
- Hovhannes Zanazanyan
- Khoren Hovhannisyan
- Arkady Andreasyan
- Levon Ishtoyan
- Eduard Markarov
- José André Bilibio
- Arthur Voskanyan

## Participările europene
| Competiție          | Meciuri | V | E | Î | Gm | Gp |
| ------------------- | ------- | - | - | - | -- | -- |
| Liga Campionilor    | 6       | 5 | - | 1 | 14 | 5  |
| Cupa UEFA           | 12      | 5 | 2 | 5 | 14 | 17 |
| Cupa Cupelor        | 12      | 3 | 2 | 7 | 18 | 18 |
| Cupa UEFA Intertoto | 6       | 3 | - | 3 | 6  | 9  |